# Palazzo Scano
Palazzo Scano è un edificio Art déco di Cagliari, situato all'angolo tra il corso Vittorio Emanuele e via Pola, progettato da Flavio Scano e realizzato tra il 1929 e il 1933.

## Storia
Il palazzo fu progettato da Flavio Scano per lo zio Stanislao ed è il primo palazzo residenziale di Cagliari ad essere realizzato interamente in cemento armato.
Nel 1943 il palazzo fu leggermente danneggiato da una bomba caduta nel corso Vittorio Emanuele, la cui esplosione provocò soltanto la distruzione di un portone ligneo.

## Descrizione
Il palazzo presenta un interessante apparato decorativo in stile Art déco.